# Chetoacido reduttoisomerasi
La chetoacido reduttoisomerasi è un enzima appartenente alla classe delle ossidoreduttasi, che catalizza la seguente reazione:
(R)-2,3-diidrossi-3-metilbutanoato + NADP+ ⇄ (S)-2-idrossi-2-metil-3-ossobutanoato + NADPH + H+
L'enzima catalizza anche la riduzione del 2-aceto-2-idrossibutanoato a 2,3-diidrossi-3-metilpentanoato.